# Zespół Szkół nr 5 Centrum Kształcenia Praktycznego im. Tadeusza Tańskiego w Stargardzie
Zespół Szkół nr 5 Centrum Kształcenia Praktycznego im. Tadeusza Tańskiego w Stargardzie – szkoła ta powstała 1 września 1964 roku przy ul. Wita Stwosza 21/22 w Stargardzie. Początkowo były to budynki Liceum Zawodowego i Zasadniczej Szkoły Mechanizacji Rolnictwa. W 2002 roku, w ramach reformy szkolnictwa, zmieniono nazwę na Zespół Szkół Nr 5 Centrum Kształcenia Praktycznego. W 2003 roku siedziba przeniesiona została na ul. Gdyńską 8, a w 2008 roku warsztaty szkolne przekształcono i przeniesiono na ul. Śniadeckiego 4-6. 
Szkoła otrzymała imię Tadeusza Tańskiego w 2010 roku. W 2011 roku zlikwidowano internat, a pomieszczenia zaadaptowano na cele dydaktyczne. 1 września 2012 roku cała placówka została przeniesiona na osiedle Lotnisko, gdzie dostosowano nowoczesne pracownie i warsztaty do potrzeb lokalnego rynku pracy.

## Kierunki kształcenia[1]
3-letnia Branżowa Szkoła I Stopnia
– Elektromechanik pojazdów samochodowych
– Blacharz samochodowy
– Mechanik pojazdów samochodowych
– Kelner
– Kucharz
– Cukiernik
5- letnie Technikum Zawodowe
– Technik technologii żywności
– Technik usług kelnerskich
– Technik ochrony środowiska
– Technik żywienia i usług gastronomicznych
– Technik pojazdów samochodowych
– Technik mechanizacji rolnictwa i agrotroniki
– Technik programista

## Dyrektorzy
- od 1 września do 1 grudnia 1964 – Jan Stryjewski
- od 1 grudnia 1964 do 1 września 1982 – Zygmunt Gabory
- od 1 września 1982 do 1 września 1994 – Stanisław Kopeć
- od 1 września 1994 do 1 września 2016 – Zbigniew Jurkiewicz
- od 1 września 2016 do 1 września 2021 – Jolanta Kawszyn
- od 1 września 2021 – Krzysztof Bielski